# Krig för fred
Krig för fred är en svensk dokumentärserie i sex avsnitt. Den visades i SVT under våren 2011, och handlar om svenska insatsen i Afghanistan.